# Betula recurvata
Betula recurvata là một loài thực vật thuộc họ Betulaceae. Đây là loài đặc hữu của Thổ Nhĩ Kỳ.